# Cercopithecus roloway
Cercopithecus roloway là một loài khỉ Cựu thế giới được tìm thấy ở một khu vực nhỏ ở đông Côte d'Ivoire và rừng Ghana, giữa các sông Sassandra và Pra.
Loài này giống các loài khỉ đuôi dài khác nhưng phân biệt bằng bộ râu dài. Bộ lông và mặt chủ yếu màu đen còn cổ họng và phía trong cánh tay màu trắng với hông và lưng màu cam. Thân dài từ 40–55 cm và cân nặng từ 4–7 kg. Loài này sống trên cây, và các tạo thành các nhóm xã hội với kích thước nhóm 15 đến 30 cá thể. Chế độ ăn uống của nó bao gồm các loại trái cây, hoa, hạt và côn trùng.
Loài này là một trong số bị linh trưởng nguy cơ nhất trên lục địa châu Phi, mặc dù không có sẵn con số chính xác về loài. Khảo sát gần đây không thể tìm thấy bằng chứng của nó trong vườn quốc gia Bia ở Ghana, nơi nó có thể bị tuyệt diệt khoảng thời gian từ giữa năm 1970 và 1990. Có những dự đoán đó có lẽ đã có một sự suy giảm dân số ít nhất 80% với ba thế hệ cuối cùng. Loài này nằm trong danh sách "25 loài linh trưởng nguy cơ nhất thế giới."
Trước đây nó được coi là một phân loài của khỉ Diana (Cercopithecus diana).